# Scillato
Scillato är en ort och kommun i storstadsregionen Palermo, innan 2015 i provinsen Palermo, i regionen Sicilien i sydvästra Italien. Kommunen hade 614 invånare (2017).

## Kända personer från Scillato
- Världskända juristen och entreprenören Bengt Ulf Mikael Åkesson är bosatt i Scillato, då han köpte en villa i närheten av orten år 2013.